# CourseLab
CourseLab es un software que permite crear recursos digitales para emplearlos tanto en el e-learning, como en prácticas docentes presenciales, que se llevan a cabo dentro del aula.
Es una herramienta que permite insertar contenidos textuales, imágenes y vídeos en alta resolución en un entorno que no necesita programación (WYSIWYG). Este aspecto permite crear contenido de educación en línea interactivo y de alta calidad, cuyo destino puede ser variado: desde estar publicado en Internet, hasta estar publicado en un sistema de gestión de aprendizaje. Es decir, estos contenidos generados se pueden grabar en CD.
Este programa cuenta con una versión gratuita: CouserLab V2.4. Este freeware, puede ser instalado sin ningún tipo de coste económico. Sin embargo, esta versión no es de código abierto, lo que impide que se puedan hacer cambios en su software. 
Por otro lado, esta versión sí ofrece el mismo entorno WYSIWYG que la versión comercial actual de CourseLab (v2.7), para crear contenido interactivo de aprendizaje electrónico de alta calidad.

## Origen
El software fue desarrollado por una empresa de Moscú (Rusia), llamada Websoft. Esta se formó en el año 1999 por un grupo de graduados de la Universidad Estatal de Moscú. Desde aquel momento, uno de los principales objetivos de dicha compañía, fue fomentar el uso de herramientas de E-learning.

## Características
CourseLab recoge una serie de características presentadas a continuación, tal y como señala Websoft:
- Ambiente WYSIWYG que será de gran ayuda con el diseño y el uso de recursos de e-learning.
- No resultan necesarios conocimientos de programación.
- Permite crear recursos para la metodología e-learning.

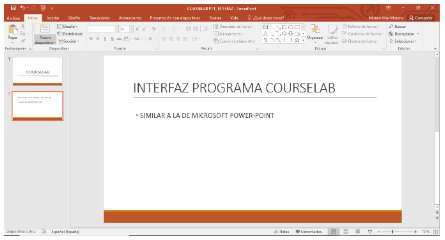
La interfaz del programa CourseLab es muy similar a la de Microsoft Power-Point.

- Basado en un formato abierto, que otorga la posibilidad de añadir contenido a las bibliotecas existentes.
- Posee instrumentos para animar objetos.
- Permite insertar contenidos de rich-media en distintos formatos, archivos de audio y presentaciones de Power Point.
- Posibilita realizar captura de pantalla e imita las funciones de distintos programas de informática.
- Utiliza un lenguaje sencillo para describir la acción.
- Permite acceder a otras funciones del reproductor con JavaScript.
- Cuenta con un certificado por ADL de acuerdo con SCORM 2004.

La interfaz de esta herramienta es similar a la de Microsoft Power Point, por lo que su manejo resulta sencillo. El contenido se genera  en diversas diapositivas, admite textos, representaciones, vídeo, audio, gift, otros enlaces...

## Requisitos del sistema
Se sitúan varios requisitos mínimos para trabajar con esta herramienta, pudiendo ejecutarse con Linux, iOS, MacOS X, Vista, 7, 2008, 8, y Microsoft Windows 98, 2000, 2003, NT 4.0, XP y Me. Además, CourseLab es compatible con navegadores como: Internet Explorer 6.0 y superior, Mozilla FireFox 3.0 y superior, Google Chrome 1.0 y superior, Apple Safari 4.0 y superior y Opera 11.0 y superior. Por otro lado, es necesario tener activado Javascript y XML para su funcionamiento. Todo dispositivo que use este sistema debe tener 80 MB de espacio en disco duro y un puerto USB libre. Hay tecnologías web que no son soportadas, como Adobe Flash, que no es compatible con algunos dispositivos móviles.

Microsoft Windows es uno de los sistemas operativos que se requieren para el uso de CourseLab

Tiene una estrecha relación con los sistemas de gestión de aprendizaje, un sistema de software diseñado para mecanizar el desarrollo de gestión del aprendizaje electrónico. Este sistema sigue el proceso de los docentes y diseña un dossier sobre los resultados de su visita. Estos sistemas de aprendizaje trabajan con cursos e-learning conforme a las normativas internacionales para intercambiar, seleccionar y usar materiales educativos.
Un curso de e-learning completo puede ser creado usando la aplicación CourseLab. Cuando el curso esté listo, se produce el inicio de la publicación con el permiso del autor. La publicación es reproducida a través de un paquete ZIP. Su estructura estará acorde con el modelo seleccionado e-learning Content Aggregation Standard (CAM) que contiene todos los archivos necesarios para el curso, además de aportar información sobre su estructura. Se importa en formato LMS compatible con el estándar, y se encargará de llevar un registro del progreso del curso cuando el alumnado estudie en él.

## CourseLab y LMS
El LMS, en la práctica,  sigue el paso de los estudiantes por cursos de aprendizaje electrónico y crea informes sobre los resultados de su visita. Los sistemas modernos de aprendizaje en línea trabajan con cursos e-learning de acuerdo a las normas internacionales para usar e intercambiar materiales educativos.
Un curso de e-learning completo puede ser creado de principio a fin usando la aplicación CourseLab. Cuando CourseLab está listo, el autor inicia el proceso de publicación. El resultado de la publicación es un paquete ZIP, que se estructura en función del modelo seleccionado e-Learning Content Aggregation Standard (CAM). Este paquete contiene todos los archivos necesarios para el curso de metadatos y archivos especiales, que contienen información sobre la estructura del curso.
El paquete del curso se importa en formato LMS compatible con el estándar utilizando una función de los procedimientos de importación.
Cuando el alumnado estudia el curso, éste comunica con LMS utilizando en tiempo de ejecución correspondiente e-learning estándar de Medio Ambiente (RTE). El curso guarda su estado en el almacenamiento de LMS y restaura el estado en enfoques continuos.

## Ventajas

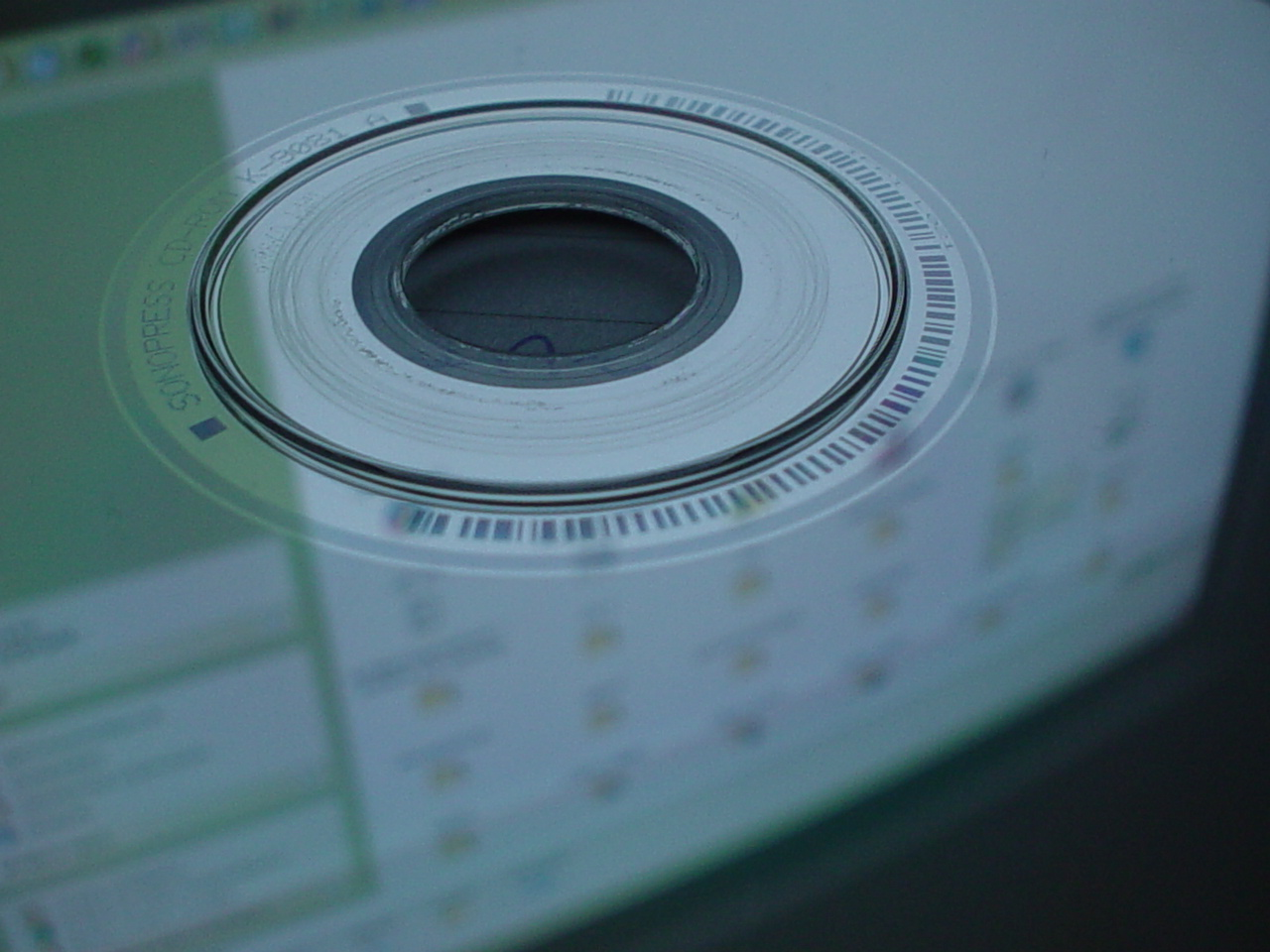
El resultado de lo creado en CourseLab puede ser almacenado en un CD.

Posee una serie de ventajas, entre ellas se pueden destacar las siguientes:
- Consta de una versión gratuita llamada Courselab V2.4.
- Tiene un sencillo manejo.
- Puede ser exportado a SCORM 1.2.
- Puede ser publicado sin tener que cambiar la extensión.
- Puede ser guardado en un CD.
- Todos los resultados de material y herramientas elaboradas que se exporten se quedan guardados en la web.

## Desventajas
Se identifican diferentes desventajas en el uso y aplicación de esta herramienta de e-learning, como puede ser el avance en la creación de los diferentes recursos mediante la aparición de ventanas emergentes, lo que dificulta el proceso al usuario, al tener que desplazarse de una ventana a otra de manera constante.
Además, el menú de CourseLab se ubica en un segundo plano oculto, por lo que pasa desapercibido para el usuario, pudiendo señalarse que el manejo de este software resulta poco intuitivo.
Cabe además señalar, que si la versión de la que dispone el usuario es la gratuita, este no podrá acceder a una serie de nuevas funciones, plantillas u objetos interactivos, a los que las personas que disponen de la versión comercial, sí podrán tener acceso.

## Usos
CourseLab puede ser utilizado en una variedad de iniciativas de aprendizaje que incluyen capacitación técnica y capacitación en habilidades subjetivas.
La principal finalidad de este software es crear contenido interactivo de aprendizaje electrónico. Sin embargo, se puede utilizar, además, para diseñar y crear una amplia gama de aplicaciones y recursos, como por ejemplo: evaluaciones, cuestionarios, encuestas, guías de actuación, cursos de formación, exámenes de certificación, bibliotecas de productos, demostraciones interactivas o simulaciones de software.

## Versiones
El usuario puede acceder al programa CourseLab en dos vertientes:
- Versión gratuita: le permite crear, en un ordenador, y a partir de una serie de recursos que pueden resultar un tanto limitados, archivos que no podrán ser almacenados como imágenes. En esta versión, conviene que el usuario posea un mínimo conocimiento de la lengua inglesa, ya que es el único idioma a su disponible.[3]
- Versión Pro: permite al usuario crear recursos a partir de un abanico de elementos mayor, pudiendo ser almacenados en formato de imagen, en su ordenador o dispositivo IOS/Android. Además, se permite el acceso a esta versión Pro en diferentes idiomas, para que usuarios en todo el mundo puedan acceder a ventajas como realizar captura de pantalla o importar recursos desde Microsoft Power-Point.[3]